# Никола Мицански
Никола Пламенов Мицански е български футболист, полузащитник, състезател от пролетта на 2016 година на Спартак (Плевен).
Роден е на 25 юни 1993 година в Сандански. Започва спортната си кариера в Детско-юношеската школа на Пирин (Благоевград), като по-късно е привлечен в школата за таланти на ПФК Чавдар (Етрополе). През 2010 година става Шампион на България при 17-годишните, с отбора на Чавдар.
На 17-годишна възраст става част от отбора на ПФК Малеш (Микрево), където ст. треньор е неговият баща Пламен Мицански. На 11 ноември 2012 година получава първия си червен картон като професионалист, в мач на Малеш срещу Чавдар (Етрополе) като гост завършил при резултат 0 – 1.
След изпадането на Малеш от Западната „Б“ ПФ Група става свободен агент, и през юли 2012 г. се присъединява към отбора на ФК Сливнишки герой (Сливница).
Дебютира за сливничани на 19 август 2012 г., в мач от I кръг на ЮЗ „В“ ФГ, срещу тима на ФК Перун (Кресна), завършил 1 – 1.